# Nova Subocka
Nova Subocka – wieś w Chorwacji, w żupanii sisacko-moslawińskiej, w mieście Novska. W 2011 roku liczyła 713 mieszkańców.